# ميلو فينتميليا
ميلو فينتميليا (بالإنجليزية: Milo Ventimiglia)‏ ممثل أمريكي من أب إيطالي من مواليد 8 يوليو 1977 في مدينة أنهايم بولاية كاليفورنيا اشتهر بدوره في مسلسل الأبطال(Heroes). لعب أيضًا دورا ثانويا في مسلسل غيلمور غيلرز. حاليا يقوم بدور البطولة في المسلسل الدرامي هؤلاء نحن.

## روابط خارجية
- ميلو فينتميليا على موقع IMDb (الإنجليزية)
- ميلو فينتميليا على موقع ميتاكريتيك (الإنجليزية)
- ميلو فينتميليا على موقع روتن توميتوز (الإنجليزية)
- ميلو فينتميليا على موقع ألو سيني (الفرنسية)
- ميلو فينتميليا على موقع ميوزك برينز (الإنجليزية)
- ميلو فينتميليا على موقع أول موفي (الإنجليزية)
- ميلو فينتميليا على موقع قاعدة بيانات الأفلام السويدية (السويدية)
- ميلو فينتميليا على موقع إن إن دي بي (الإنجليزية)
- ميلو فينتميليا على موقع قاعدة بيانات الفيلم (الإنجليزية)
- ميلو فينتميليا على موقع كينوبويسك (الروسية)